# Sungai Durian
Sungai Durian (indonez. Kecamatan Sungai Durian) – kecamatan w kabupatenie Kotabaru w prowincji Borneo Południowe w Indonezji.
Kecamatan ten graniczy od północy z kecamatanami Pamukan Barat i Pamukan Utara, od wschodu z kecamatanem Sampanahan, od południowego wschodu z kecamatanem Kelumpang Barat, od południa z kecamatanami Kelumpang Hulu i Hampang, a od zachodu z kabupatenami Balangan i Hulu Sungai Tengah.
W 2010 roku kecamatan ten zamieszkiwało 10 400 osób, z których 100% stanowiła ludność wiejska. Mężczyzn było 5 610, a kobiet 4 790. 7 029 osób wyznawało islam, 1 130 chrześcijaństwo, a 1 104 buddyzm.
Znajdują się tutaj miejscowości: Buluh Kuning, Gendang Timburu, Manunggul Baru, Manunggul Lama, Rantau Buda, Rantau Jaya, Terombong Sari.